# Antiguo Palacio Real (Praga)
El Antiguo Palacio Real (en checo: Starý královský palác ) es parte del castillo de Praga (República Checa). Su historia se remonta al siglo XII y está diseñada en estilo gótico y renacentista. Su sala Vladislav se utiliza para inauguraciones, siendo la sala representativa más importante del país. También alberga una copia de la corona checa.

## Galería de imágenes

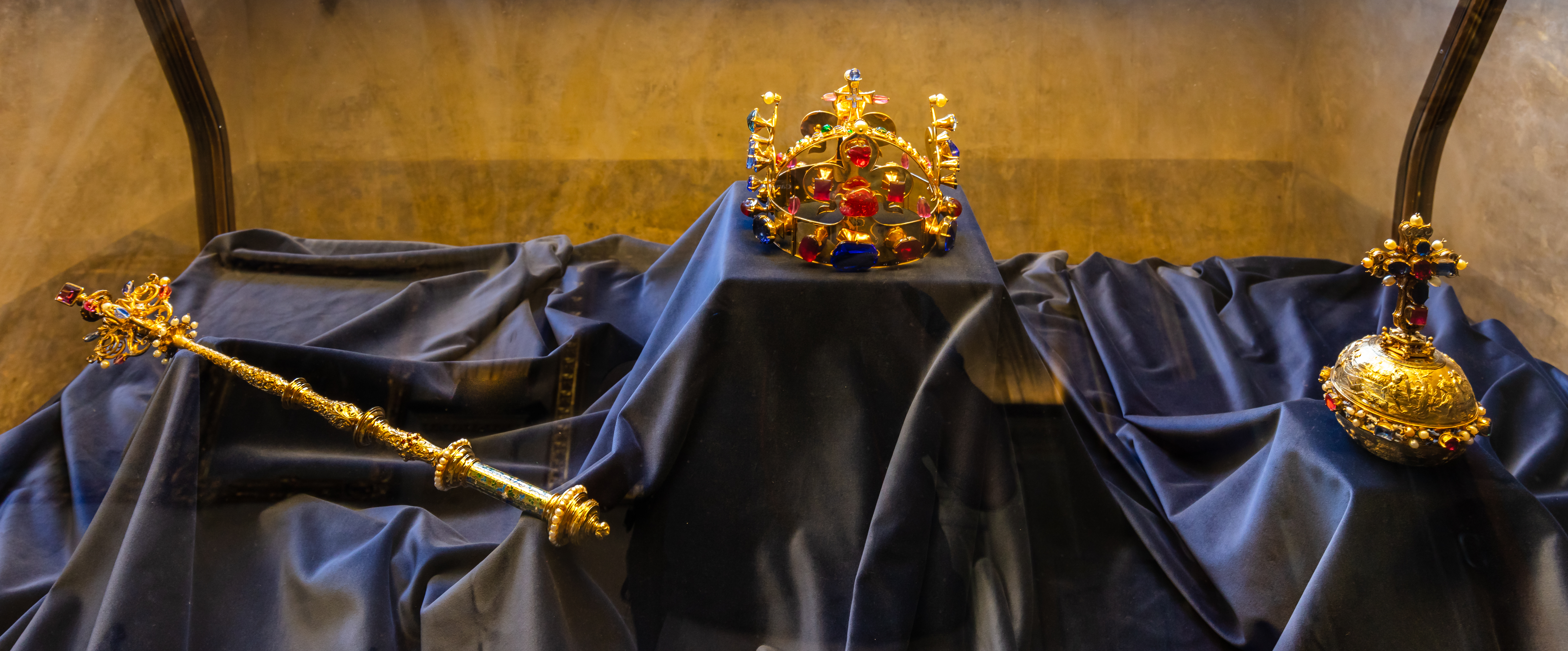
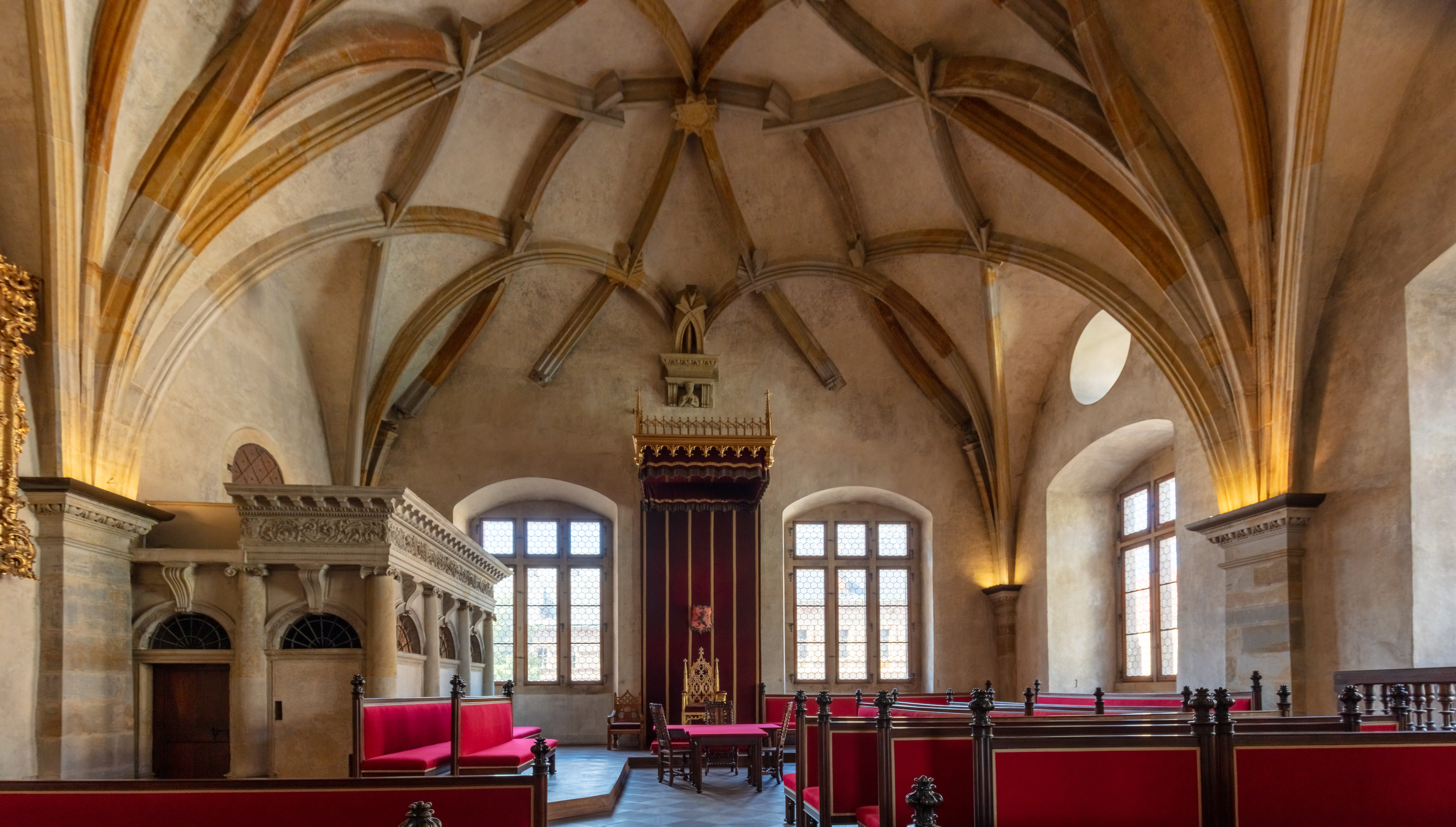
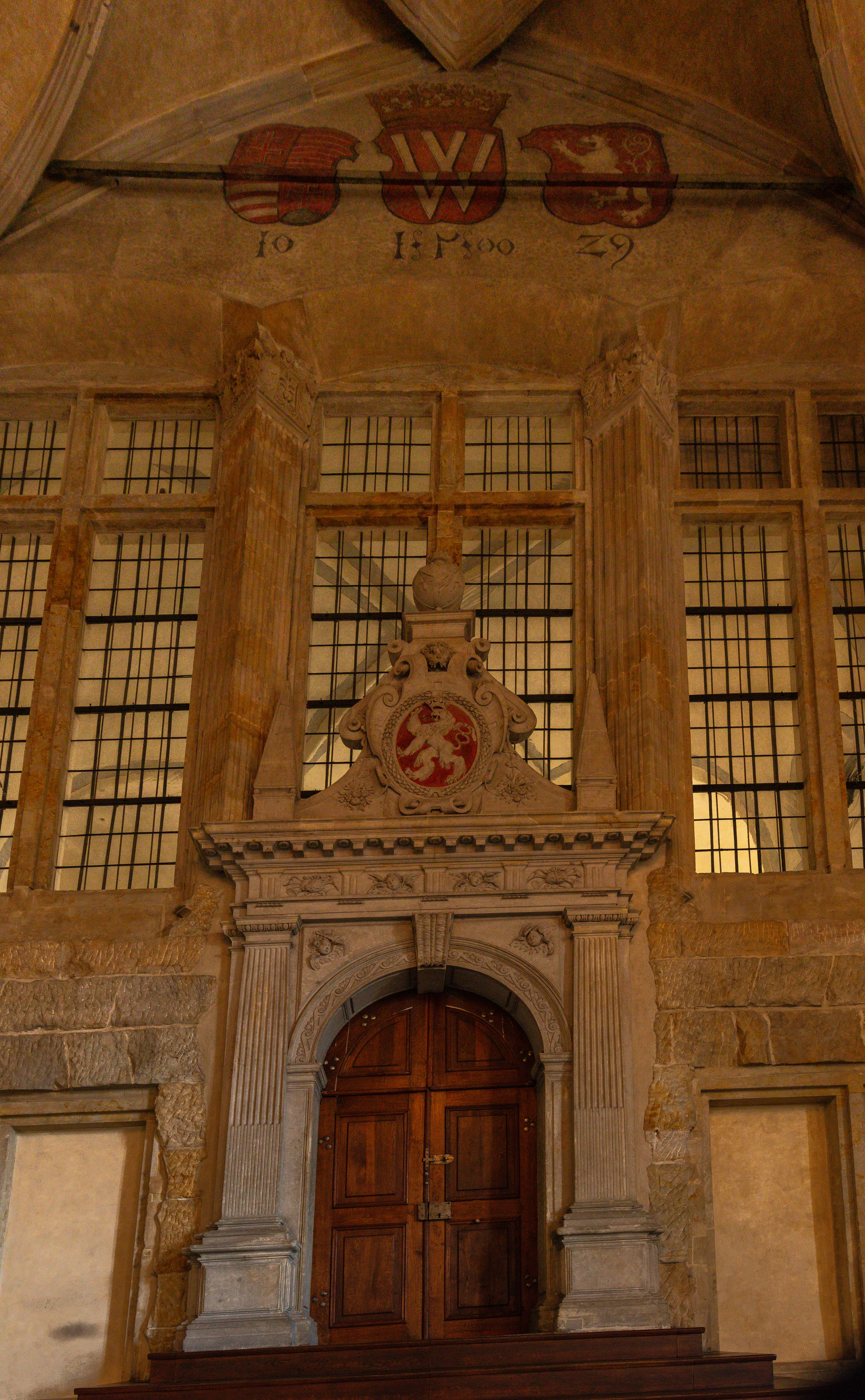
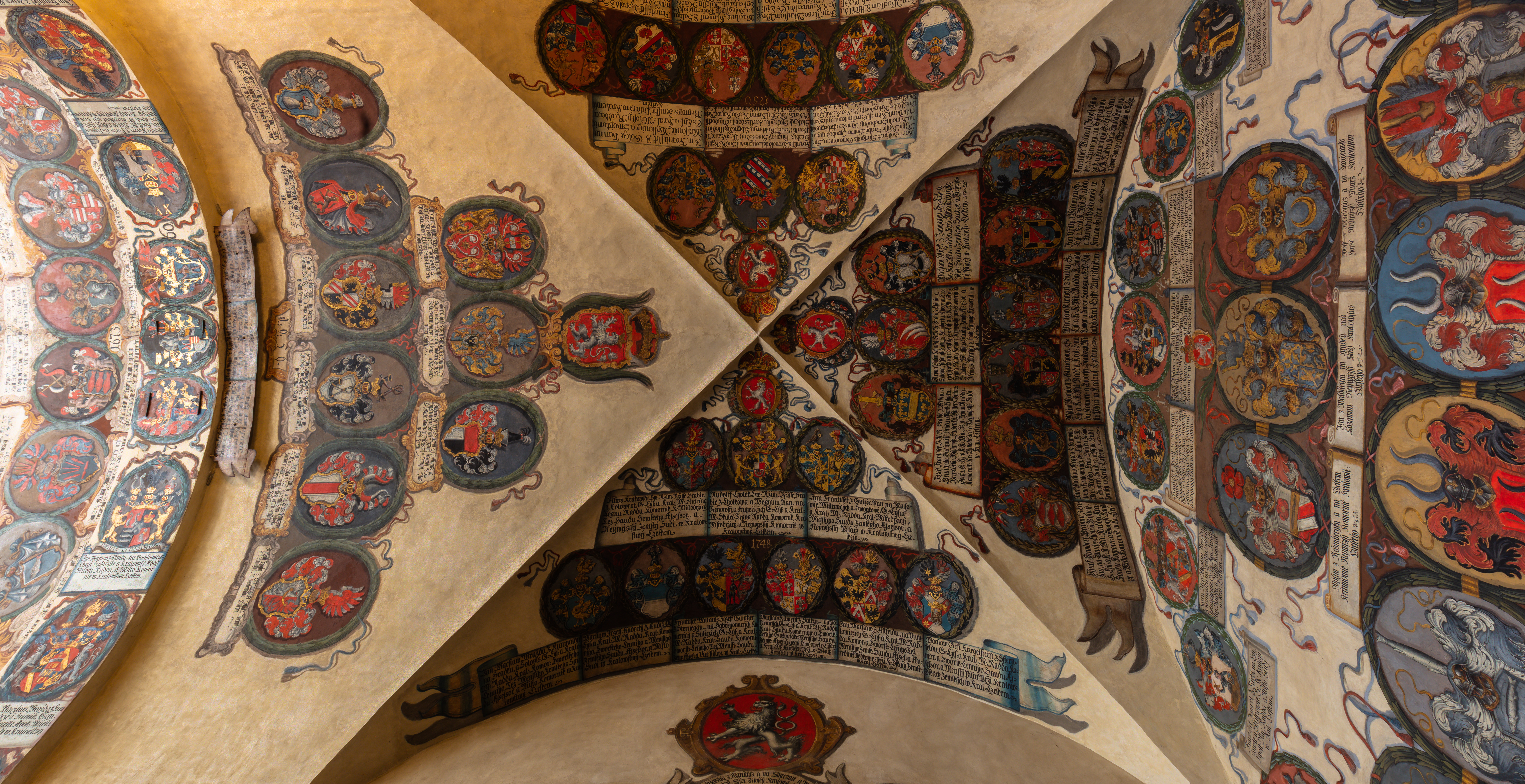
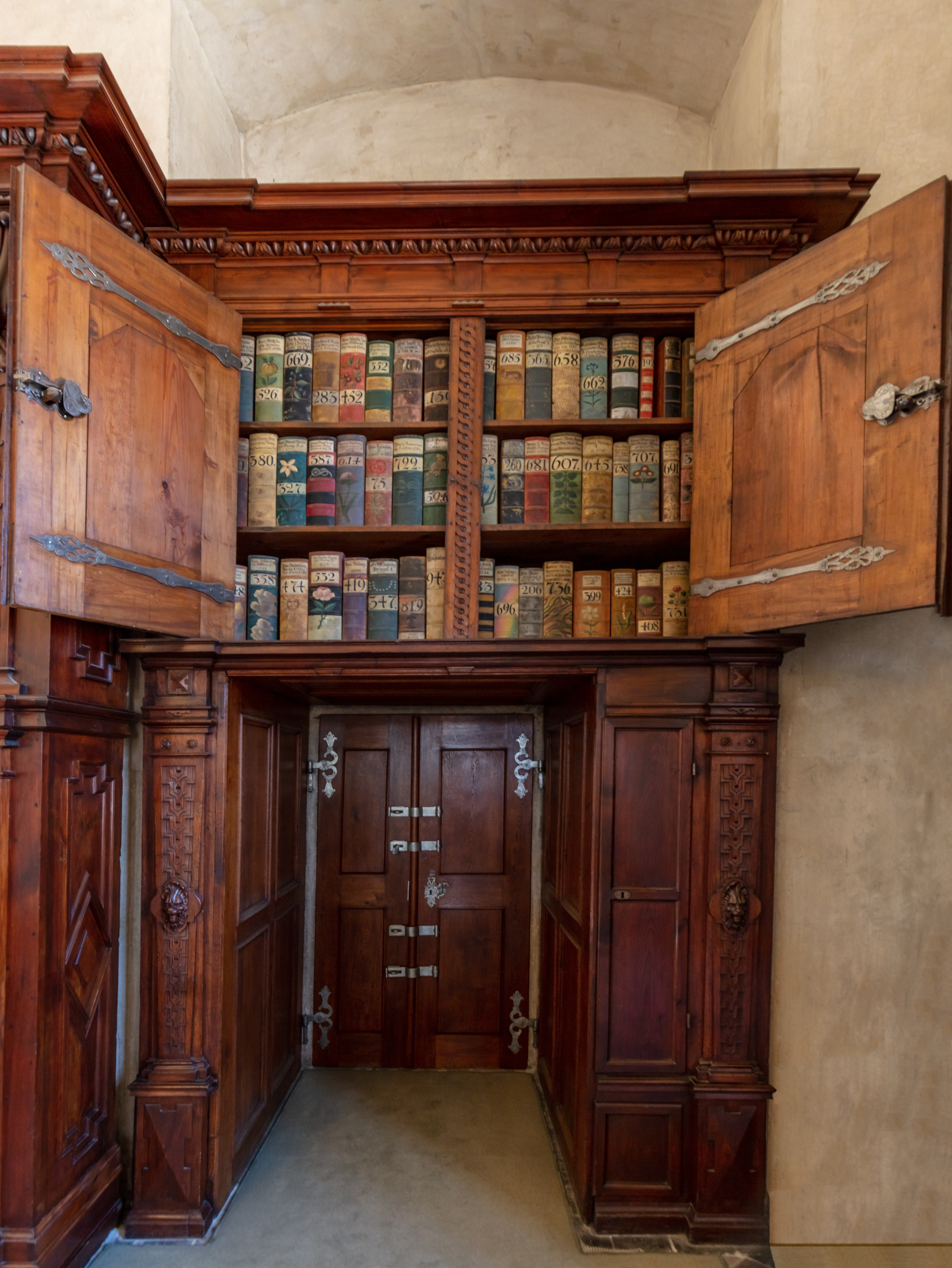
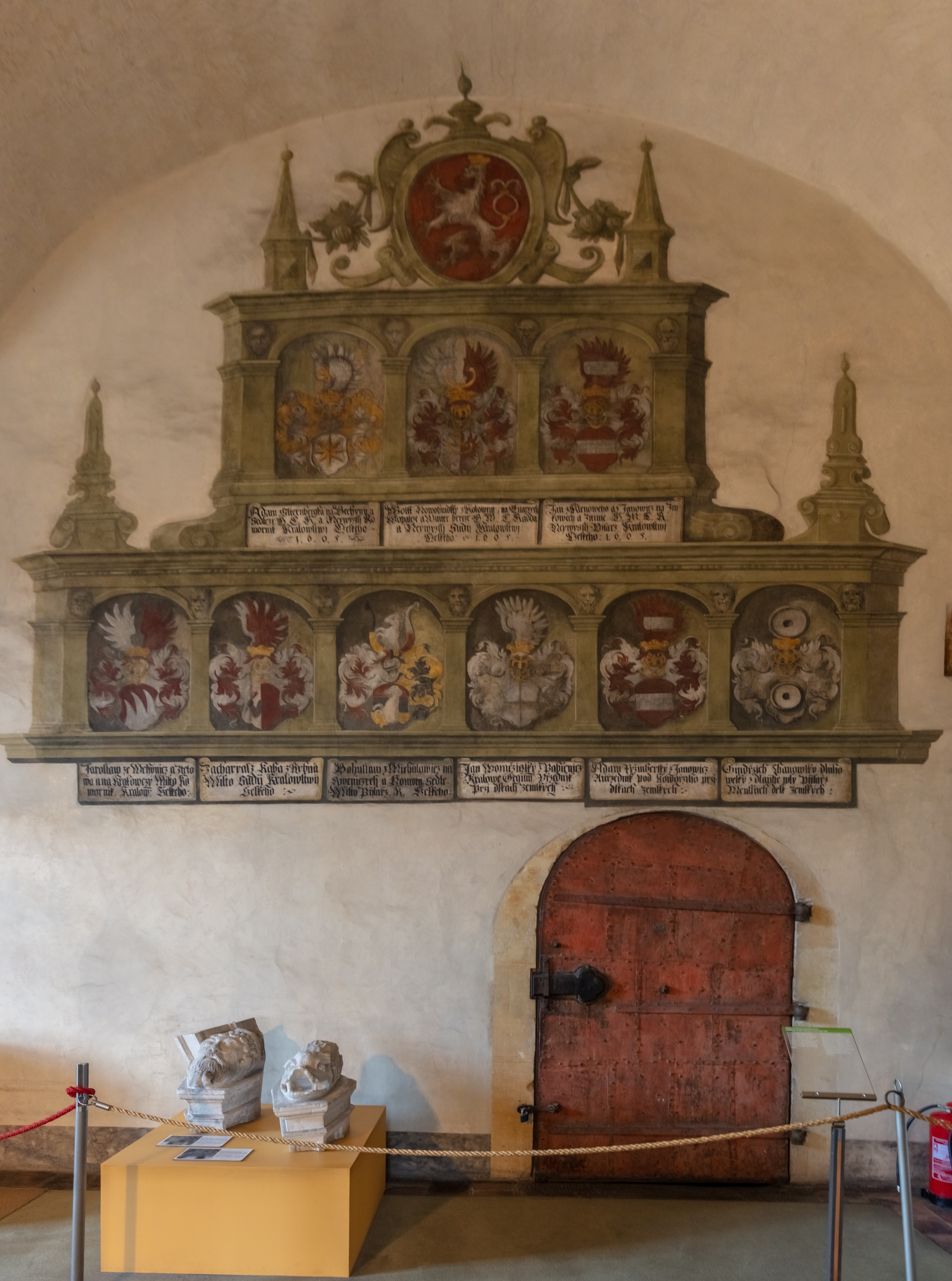